# Pervigilium Veneris
Pervigilium Veneris, a Vigília de Vénus, é um poema latino, provavelmente escrito no século IV. Pensa-se que terá sido escrito por Tiberiano, dada a forte semelhança com um dos seus poemas, Amnis ibat.